# Получье (Ленинградская область)
По́лучье — деревня в Котельском сельском поселении Кингисеппского района Ленинградской области.

## История
Впервые упоминается в Писцовой книге Водской пятины 1500 года как деревня Получье в Никольском Толдожском погосте в Чюди Ямского уезда.
Затем как деревня Polutzie by в Толдожском погосте в шведских «Писцовых книгах Ижорской земли» 1618—1623 годов.
На карте Ингерманландии А. И. Бергенгейма, составленной по шведским материалам 1676 года, она обозначена как деревня Polutzia.
На шведской «Генеральной карте провинции Ингерманландии» 1704 года — как Polutsiabÿ.
Как деревня Полутия — на «Географическом чертеже Ижорской земли» Адриана Шонбека 1705 года.
Как деревня Получье упомянута на карте Ингерманландии А. Ростовцева 1727 года.
На карте Санкт-Петербургской губернии Ф. Ф. Шуберта 1834 года обозначена деревня Получье, состоящая из 22 крестьянских дворов.

ПОЛУЧЬЕ — деревня принадлежит баронессе Фридрикс, число жителей по ревизии: 74 м. п., 88 ж. п. (1838 год)

Согласно карте профессора С. С. Куторги 1852 года деревня Получье насчитывала 22 двора.

ПОЛУЧЬЕ — деревня вдовы коллежского советника Бибиковой, 21 верста по почтовой, а остальное по просёлочной дороге, число дворов — 27, число душ — 71 м. п. (1856 год)

ПОЛУЧЬЕ — деревня, число жителей по X-ой ревизии 1857 года: 71 м. п., 82 ж. п., всего 153 чел.

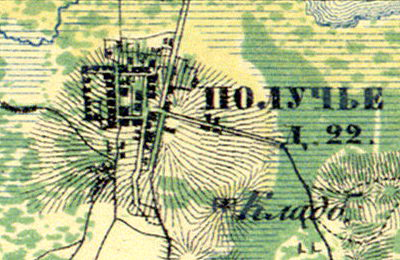
Деревня Получье на карте 1860 года

Согласно «Топографической карте частей Санкт-Петербургской и Выборгской губерний» в 1860 году деревня Получье насчитывала 22 крестьянских двора.

ПОЛУЧЬЕ — деревня владельческая при озере Полуцком (Судацком), число дворов — 26, число жителей: 66 м. п., 88 ж. п.; Часовня. (1862 год)

В 1873—1875 годах временнообязанные крестьяне деревни выкупили свои земельные наделы у Н. П. и М. П. Фридриксов, О. П. Поливановой и стали собственниками земли.

ПОЛУЧЬЕ — деревня, по земской переписи 1882 года: семей — 34, в них 84 м. п., 104 ж. п., всего 188 чел.

Согласно материалам по статистике народного хозяйства Ямбургского уезда 1887 года, одна из пустошей Получье площадью 471 десятина принадлежала дворянину П. П. Зальцеру, она была приобретена в 1874 году за 2400 рублей, вторая пустошь Получье площадью 835 десятин принадлежала барону Фредериксу П. А., она была приобретена до 1868 года.

ПОЛУЧЬЕ — деревня, число хозяйств по земской переписи 1899 года — 33, число жителей: 89 м. п., 112 ж. п., всего 201 чел.;
 разряд крестьян: бывшие владельческие; народность: русская

В 1900 году согласно «Памятной книжке Санкт-Петербургской губернии», мыза Получская площадью 406 десятин принадлежала дворянину Петру Петровичу Зельцеру.
В конце XIX — начале XX века деревня административно относилась к Лужицкой волости 2-го стана Ямбургского уезда Санкт-Петербургской губернии.
По данным «Памятной книжки Санкт-Петербургской губернии» за 1905 год деревня Получская с отрезами земли площадью 400 десятин принадлежала потомственному дворянину Петру Петровичу Зальцеру, кроме того пустошь Получская принадлежала Софии Ивановне Базилевской.
С 1917 по 1927 год деревня Получье входила в состав Получского сельсовета Котельской волости Кингисеппского уезда.
Согласно данным переписи населения СССР 1926 года в деревне Получье проживали 193 человека, большинство русские, а также эстонцы.
С 1927 года в составе Котельского района.
С 1928 года в составе Великинского сельсовета. В 1928 году население деревни Получье также составляло 193 человека.

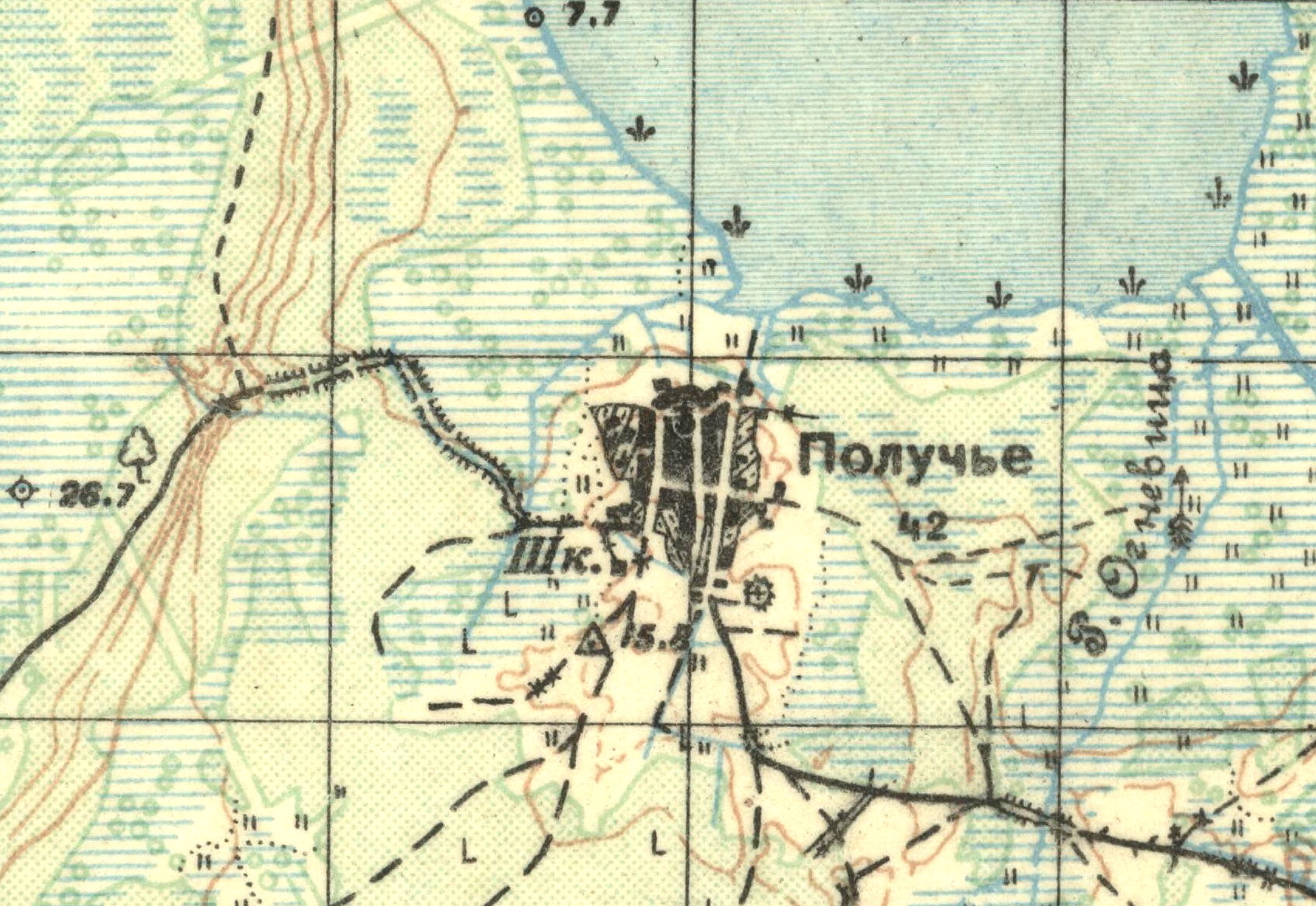
Деревня Получье на карте 1930 года

Согласно топографической карте РККА 1930 года деревня насчитывала 42 двора. В деревне была своя школа. В центре деревни находилась часовня.
С 1931 года в составе Кингисеппского района.
По данным 1933 года деревня Получье входила в состав Великинского сельсовета Кингисеппского района.
Деревня была освобождена от немецко-фашистских оккупантов 1 февраля 1944 года.
В 1958 году население деревни Получье составляло 21 человек.
По данным 1966 и 1973 годов деревня Получье находилась в составе Великинского сельсовета.
По данным 1990 года деревня Получье входила в состав Котельского сельсовета.
В 1997 году в деревне Получье постоянное население отсутствовало, в 2002 году проживал 1 человек (русский), 2007 году постоянное население отсутствовало.

## География
Деревня расположена в северной части Кингисеппского района, к северу от автодороги 41К-008 (Петродворец — Криково), озера Судачье и к югу от озера Хаболово.
Расстояние до административного центра поселения — 25 км.
Расстояние до железнодорожной платформы Валговицы — 12 км.

## Демография
| 1862 | 2007 | 2010 | 2017 |
| ---- | ---- | ---- | ---- |
| 154  | ↘0   | ↗1   | ↘0   |

### Национальный состав
Согласно данным Всероссийской переписи населения 2021 года в деревне проживали 3 человека, все русские.